# Горна Крушица
Вижте пояснителната страница за други значения на Крушица.
Го̀рна Кру̀шица е село в Югозападна България, община Струмяни, област Благоевград. Селото е в България от 1912 година в резултат от Балканската война.

## Население

### Етнически състав
Преброяване на населението през 2011 г.
Численост и дял на етническите групи според преброяването на населението през 2011 г.:
|                     | Численост |
| Общо                | 65        |
| Българи             | 63        |
| Турци               | -         |
| Цигани              | -         |
| Други               | -         |
| Не се самоопределят | -         |
| Неотговорили        | 2         |

## География
Село Горна Крушица се намира в долината на Струма, на около 1 км западно от реката, в подножието на Малешевската планина. На север от селото е Сливница, а на юг – Каменица. Чрез асфалтиран, но силно изронен път Горна Крушица е свързана с град Кресна и село Струмяни, което е общинският център. На сегашното си място Горна Крушица е построена през 1958 – 1962 г. Преди това селото се е намирало на около 7 км западно от сегашното селище в Малешевската планина.
Населението на село Горна Крушица, наброявало 299 души при преброяването към 1934 г. и 393 към 1946 г., намалява до 175 към 1985 г. и 50 (по текущата демографска статистика за населението) към 2020 г.
При преброяването на населението към 1 февруари 2011 г., от обща численост 65 лица, за 63 лица е посочена принадлежност към „българска“ етническа група и за 2 – „не отговорили“.

## История
В „Етнография на вилаетите Адрианопол, Монастир и Салоника“, издадена в Константинопол в 1878 година и отразяваща статистиката на населението от 1873 година, Крушица (Krouchitsa) е посочено като село с 26 домакинства и 80 българи.
Според известната статистика на Васил Кънчов („Македония. Етнография и статистика“) от 1900 година село Горна Крушица е населявано от 120 жители, всички българи християни. Съгласно статистиката на секретаря на Българската екзархия Димитър Мишев („La Macédoine et sa Population Chrétienne“) в 1905 година населението на селото (Gorna-Krouchiza) се състои от 176 българи екзархисти.
При избухването на Балканската война пет души от Горна и Долна Крушица са доброволци в Македоно-одринското опълчение.
През 50-те години на 20 век селото се премества от старото си местоположение в Малешевската планина на 7 км на изток в долината на Струма.
В 1999 година е построен храмът „Свети Димитър“.

## Личности
Родени в Горна Крушица
- Миладин Тренчев, български революционер, войвода на ВМОК, македоно-одрински опълченец, роден в Долна или Горна Крушица
- Христо Тренчев, македоно-одрински опълченец, четата на Миладин Тренчев, роден в Долна или Горна Крушица[11]

Други
- Миладин Миладинов, български революционер, действал в района на Горна Крушица след Илинденско-Преображенското въстание в 1903 година[12][13]